# Obetia madagascariensis
Obetia madagascariensis là loài thực vật có hoa trong họ Tầm ma. Loài này được (Juss. ex Poir.) Wedd. mô tả khoa học đầu tiên năm 1854.